# Nyctobrya
Nyctobrya är ett släkte av fjärilar som beskrevs av Charles Boursin 1957. Nyctobrya ingår i familjen nattflyn, Noctuidae.

## Dottertaxa tillNyctobrya, i alfabetisk ordning[1][2]
| Nyctobrya alfoqiya                 |  |           |  |  |
| Nyctobrya amasina                  |  |           |  |  |
| Nyctobrya canaria                  |  |           |  |  |
| (Nyctobrya hierroana)              |  |           |  |  |
| Nyctobrya maderensis               |  |           |  |  |
| Nyctobrya merhaba                  |  |           |  |  |
| Nyctobrya muralis                  |  | Murlavfly |  |  |
| Nyctobrya segunai                  |  |           |  |  |
| Nyctobrya simonyi                  |  |           |  |  |
| NyctobryaNyctobrya simonyi debilis |  |           |  |  |